# Кинкейд, Уильям
Уильям Моррис Кинкейд (англ. William M. Kincaid; 26 апреля 1895, Миннеаполис — 27 марта 1967) — американский флейтист, по мнению некоторых специалистов «отец американской флейтовой школы».
Учился в Институте музыкального искусства у Жоржа Баррера, в 1913—1918 гг. вместе со своим учителем играл в составе Нью-Йоркского симфонического оркестра. Затем служил в американском флоте, а в 1921 г. по приглашению Леопольда Стоковского занял пульт первой флейты в Филадельфийском оркестре и оставался на этом месте до 1960 г. С 1928 г. преподавал в Кёртисовском институте (среди его учеников, в частности, Джулиус Бейкер, Альберт Типтон, Джозеф Мариано).
Издан двойной альбом записей Кинкейда, включающий камерные сочинения (в диапазоне от Г. Ф. Генделя до Сесиль Шаминад) и произведения для флейты с оркестром; среди них особое значение имеет Поэма для флейты с оркестром Чарльза Гриффса с Филадельфийским оркестром под управлением Юджина Орманди, 1952.
Памяти Кинкейда посвящён Дуэт для флейты и фортепиано Аарона Копленда, написанный по заказу учеников Кинкейда.